# Koštana srž
Koštana srž (znana i kao medulla, osium i koštana moždina), je krvotvorno tkivo smješteno u moždinskim šupljinama kosti i u prostorima među gredicama spužvastog koštanog tkiva. U njoj nastaju sve krvne stanice, razgrađuju se eritrociti i stvara rezerva željeza nastala raspadanjem hemoglobina. 

## Crvena i žuta koštana srž
Osnovu koštane srži čini retikulsko vezivno tkivo ispunjeno krvnim stanicama i njihovim predstadijima (mijeloično tkivo). Postoje dvije vrste koštane srži; žuta i crvena. Crvene krvne stanice, bijele krvne stanice i krvne pločice stvaraju se u crvenoj srži. Neke bijele krvne stanice se razvijaju u žutoj srži. Boja žute srži je takva zbog velikog broja masnih stanica. Oba tipa sadrže razne kapilare i krvne žile.
Pri rođenju, sva koštana srž je crvena. S godinama, sve veći dio se transformira u žutu srž. Odrastao čovjek ima oko 2.6 kilograma koštane srži, a polovice od toga je crvena. U odrasla čovjeka se nalazi samo u pljosnatim kostima (prsna kost, kralješci, rebra, ključna kost, kosti zdjelice i svoda lubanje), a u mlađih osoba i u proksimalnim epifizama nadlaktične i bedrene kosti. Žuta Koštana srž nadomješta crvenu u dugim (cjevastim) kostima odraslog čovjeka. Sastoji se najvećim dijelom od masnih stanica. Nediferencirane mezenhimske stanice mogu se diferencirati u krvotvorno tkivo (crvena koštana srž) u slučaju krvarenja, hipoksije i pojačanje razgradnje eritrocita. U starosti i nekim bolesnim stanjima smanjuje se broj masnih stanica, a retikulske stanice nabubre zbog povećanja sadržaja vode (želatinozna koštana srž).

## Vrste matičnih stanica
Koštana srž sadrži par tipa matičnih stanica;
- 1. Stroma – retikulsko vezivno tkivo (retikulske stanice sa sposobnošću fagocitoze, retikulska vlakna). Retikulske stanice proširenjima svojih izdanaka prilježu uz endotel sinusoidnih kapilara (adventicijske stanice), a spljoštene uz unutrašnju plohu kosti čine endost.

- 2. Hematopoetski tračci – nakupine nezrelih predstadija krvnih stanica u oknima retikulskog tkiva. Unutar nakupine eritroblastima nalaze se makrofagi koji predaju eritroblastima željezo pohranjeno u citoplazmi u obliku feritina i hemosiderina i fagocitiraju njihove izbačene jezgre.

- 3. Sinusoidne kapilare – obložene su endotelom s pukotinama među stanicama (litoralne stanice), kroz koje ulaze u krvni optok zreli eritrociti i granulociti te limfociti B koji potpuno sazrijevaju tek u perifernim limfnim organima.

## Bolesti
Normalna koštana srž se može oštetiti malignim tvorevinama ili infekcijama poput tuberkuloze, koja vodi do smanjivanja stvaranja krvnih stanica. I leukemija je opasna. Kako bi se dijagnosticirale bolesti, katkad se izvodi biopsija koštane srži. Ovo obično uključuje šuplje injekcije kako bi se uzeo primjerak crvene srži pod lokalnom anestezijom. Izloženost radijaciji i kemoterapiji će ubiti mnoge brzo razvijajuče stanice srži te će tako smanjiti učinkovitost imunog sustava. Mnogi simptomi bolesti radijacije su nastali zbog štete stanica koštane srži.

## Donacija i transplantacija koštane srži
Moguće je uzeti hematopoetske stanice iz jedne osobe i ubrizgati ih u drugu, ili u istu osobu nakon nekog vremena. Ako su davatelj i primatelj kompatiblini, ubrizgane stanice će putovati do koštane srži i pokrenuti proizvodnju krvnih stanica. Matične stanice se mogu uzeti iz crvene srži ili hrbata, uglavnom pod potpunom anestezijom.
Transplantacija se izvodi pod teškim slučajevima bolesti koštane srži; srž pacijenta se prvo ubije uz pomoć droge ili radijacije, a onda se nove matične stanice ubrizgaju u tijelo. Prije radijacije ili kemoterapije se kod nekih pacijenata hematopoetske matične stanice izvade te kasnije vrate natrag u tijelo kada terapija završi kako bi se obnovio imunološki sustav.

## Vanjske poveznice
- Osnovne informacije o koštanoj srži  Arhivirana inačica izvorne stranice od 3. travnja 2007. (Wayback Machine)
- Hrvatska donorska mreža – koštana srž  Arhivirana inačica izvorne stranice od 26. travnja 2007. (Wayback Machine)
- Koštani sustav  Arhivirana inačica izvorne stranice od 27. travnja 2007. (Wayback Machine)
- Site o ljudskoj anatomiji – koštana srž  Arhivirana inačica izvorne stranice od 26. prosinca 2007. (Wayback Machine)